# Živnostenská banka
O Živnostenská banka (também conhecido sob as siglas ŽB ou ZIBA) era um grande banco comercial que operava na República Tcheca. Em 2002, tornou-se membro do grupo italiano UniCredit. Em 2006, foi incorporada ao HVB Bank e o novo banco incorporado foi renomeado para UniCredit Bank República Tcheca.

## História
Živnostenská banka foi fundada em 1868 como uma sociedade anônima com foco no financiamento de pequenas e médias empresas (PME) tchecas. Foi o primeiro banco do Império Austro-Húngaro a ser financiado inteiramente pela capital tcheca e tinha como objetivo apoiar o desenvolvimento de negócios tchecos recém-estabelecidos. O banco também buscou os depósitos de pequenos poupadores: comerciantes e proprietários de pequenas empresas tchecas. A ZIBA tornou-se a organização guarda-chuva de uma rede de pequenas associações checas de poupança e empréstimos. Antes da Primeira Guerra Mundial, a ZIBA possuía uma participação minoritária no Serbian Credit Bank. Pouco antes do início da Primeira Guerra Mundial, a ZIBA tinha 1.068 funcionários, 11 filiais na Boêmia e na Morávia e filiais em Viena, Cracóvia, Lviv e Trieste. Naquele momento, o ZIBA representava quase um terço do capital total do sistema bancário tcheco. Após a formação da República da Tchecoslováquia em 1918, o ZIBA cresceu rapidamente devido ao seu papel como o banco principal do novo estado.
Em 1910, a ŽIBA também adquiriu uma participação minoritária no Srpska kreditna banka (Serbian Credit Bank) em Belgrado. Quando a guerra estourou, 1.068 empregados trabalhavam no banco, com 11 agências em Boêmia e Moravia, mas também em Viena, Cracóvia, Lviv e Trieste.
A Lei de Nostrificação de 1920 obrigou as empresas de capital aberto a transferir suas sedes para o território do novo estado onde tinham suas fábricas e fábricas. Essa lei protegia os bancos tchecos da concorrência estrangeira. A ZIBA se beneficiou enormemente ao mudar sua estratégia para uma de fornecer empréstimos a grandes empresas industriais. Em 1922, a ZIBA estabeleceu uma filial em Londres. O banco promoveu fusões entre grandes corporações industriais tchecas (por exemplo, a criação do colosso de engenharia mecânica CKD) e construiu sistematicamente seu império industrial. Como o banco mais forte da Tchecoslováquia antes da guerra, o ZIBA controlava 60 empresas, incluindo as maiores do país. Também desenvolveu vínculos com instituições financeiras francesas e britânicas.
A ZIBA havia se tornado um importante ator financeiro na Europa Central e Oriental em 1938. Em 12 de março, a Alemanha nazista anexou a Áustria. Os alemães fundaram o Länderbank Wien fundindo o Merkurbank, de propriedade do Dresdner Bank, em Viena, a empresa austríaca do Zentral-Europäische Länderbank de Paris, e a filial da ZIBA em Viena. Em 29 de setembro, como resultado do Acordo de Munique, a Tchecoslováquia teve de entregar as regiões da Sudetenland ao Reich alemão. O Dresdner Bank assumiu as agências Liberec, Ústí nad Labem, Karlovy Vary e Teplice, da ZIBA. Nesse mesmo ano, a Anglo-Checoslováquia e o Prague Credit Bank estabeleceram um escritório em Nova York. No próximo ano, o Prague Credit Bank mudou seu nome para Anglo-Prague Credit Bank .
Durante a Segunda Guerra Mundial, o ZIBA escapou da anexação direta por um banco alemão, o único banco tcheco a fazê-lo. Mesmo assim, foi forçado a aceitar o controle alemão e a contribuir fortemente para o financiamento da guerra alemã. Ele comprou quase um bilhão de coroas de títulos do tesouro do Reich, uma soma cerca de três vezes o capital social da ZIBA. Sob ocupação alemã, a ZIBA tentou com mais ou menos sucesso proteger os interesses da indústria tcheca. Após a derrota da Alemanha nazista, o novo governo tcheco nacionalizou o ZIBA, junto com todos os outros bancos tchecos.
Em 1948, o ZIBA absorveu o Prague Credit Bank e, com ele, o escritório do PCB em Nova York. Um escritório de Zivnostenska Banka em Londres existia no Bishopsgate No.48. Foi gerenciado por Bruno Pollack. Seu vice era Leonard Dunstan. O banco continuou a existir naquele local na década de 1950, quando se mudou para outra parte da cidade. Em 1949, a ZIBA fechou o escritório de Nova York.
Entre 1950 e 2006, a ZIBA continuou a existir como uma entidade legal, mas o governo restringiu severamente suas atividades. Então, a partir de 1956, a experiência internacional e de câmbio da ZIBA levou o governo a torná-lo o principal banco da Checoslováquia para os negócios de importação e exportação da Comecon, no qual sua filial em Londres teve um papel significativo. O ZIBA foi o repositório de todas as contas em moeda estrangeira mantidas por expatriados, empresas estrangeiras que operam na Tchecoslováquia e agências estatais que facilitam o comércio "invisível", como o turismo. Em 1988, a ZIBA retomou os negócios corporativos.
Em 1992, o ZIBA se tornou o primeiro banco da Europa Central e Oriental a ser privatizado. O BHF-BANK da Alemanha assumiu 40% das ações, a IFC adquiriu 12% e os 48% restantes foram destinados a pessoas físicas e fundos de investimento tchecos. Seis anos depois, o Bankgesellschaft Berlin se tornou o maior acionista da ZIBA após assumir a participação de 47% do BHF-BANK. Em 1997, o BHF-Bank vendeu sua maioria de 46,9% para o Bankgesellschaft Berlin. Outros acionistas importantes foram a IFC e o Crédit Commercial de France. Em 2000, o Bankgesellschaft Berlin aumentou sua participação na ZIBA para 85,16%. Nessa época, o banco tinha agências em Praga, Brno, České Budějovice, Karlovy Vary, Liberec, Ostrava, Pardubice e Zlín. Também tinha um escritório de representação em Bratislava para cuidar das operações na Eslováquia.

Em 2002, a UniCredito Italiano adquiriu a participação da Bankgesellschaft Berlin e lançou uma oferta pública para todas as ações restantes. Em 2006, foi incorporada ao HVB Bank Czech Republic e o novo banco incorporado foi renomeado UniCredit Bank Czech Republic.